# Breischede

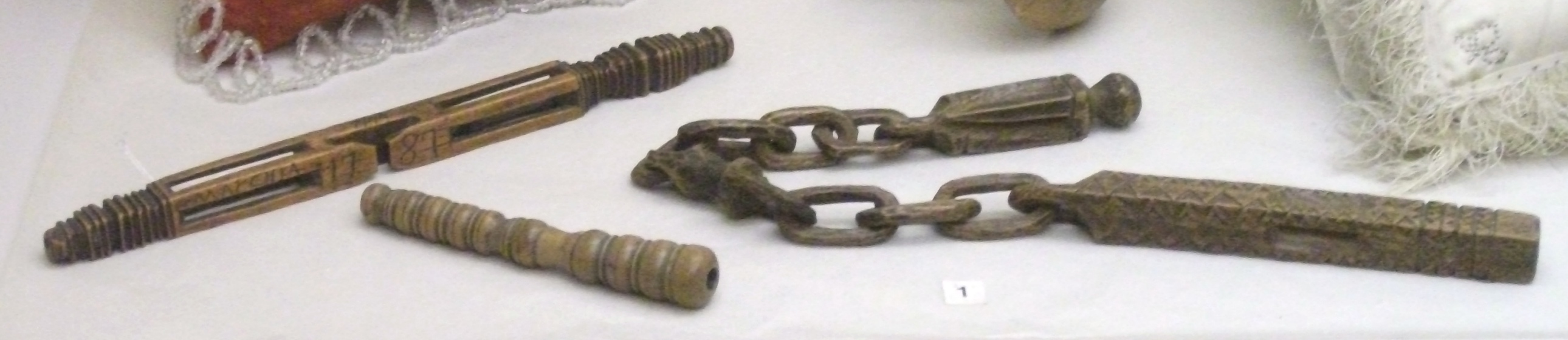
Een aantal breischeden (Engeland)

Een breischede is een koker met aan een kant een gat, waar een breinaald in gestoken kan worden. De breischede had allerlei alternatieve namen, al dan niet in dialect. Aangetroffen zijn breischei, breihout of -houtje, braaihoutjie, breisteker, breipenhouder of breipennenkoker(tje).
De schede werd door mannen achter de broekband gestoken, door vrouwen achter de band van hun schort. De koker is rond 20 cm lang, soms recht, maar ook vaak gebogen of in een hoekvorm. De breischede is alleen te gebruiken met breinaalden zonder knop.
De breischede is in Nederland in onbruik geraakt, wellicht omdat breien na de uitvinding van de breimachine eerder een prettig tijdverdrijf werd, in plaats van een noodzaak om er geld mee te verdienen.
In Engeland is het gebruik van de breischei niet uitgestorven.

## Voordelen

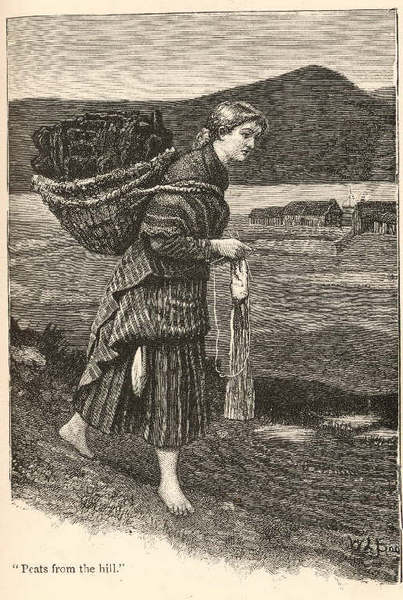
Een vrouw draagt turf en is tegelijkertijd aan het breien. Afbeelding uit 1886.

Het gebruik van een breischede heeft een aantal voordelen, zo is het mogelijk om staand of lopend te breien. Vrouwen met een baby aan de borst konden tegelijkertijd breien, van belang om het gezinsinkomen aan te vullen met breiwerk. Met een breischede kan sneller gebreid worden dan als de twee naalden met de hand worden vastgehouden. Als de rechternaald in de schede wordt gezet, is de rechterhand vrijer om de steken om te slaan. De breischede vangt het gewicht van het breiwerk op, waardoor er minder spanning op de armen komt. Het voorkomt de RSI die door breien kan optreden. Ook is er minder risico om de kleding met de achterkant van een breinaald te beschadigen.
Ten slotte werden breischeden soms geschonken als teken van liefde. De gever vermeldde dan zijn initialen op de breischede.

## Materiaal
In de eenvoudigste vorm bestaat een breischede uit een samengebonden bundel stro of een aantal samengebonden schachten van een ganzenveer. Duurzamere breischedes werden gemaakt van hout of been. Luxere breischeden werden mooi versierd, of uitgevoerd in ivoor, goud of zilver. In Nederland zijn breischedes aangetroffen daterend tussen 1588 en 1950.
Een variant van de breischede is de breiriem, een opgevuld kussentje van leer, dat met een riem om het middel wordt gebonden. De winnares van het wereldkampioenschap snelbreien in 2008, Hazel Tindall van de Shetlandeilanden, gebruikte een leren breischede, eigenlijk dus een breiriem. Zij verbeterde het Guiness Book-record van de Nederlandse Miriam Tegel.